# Alberto Uy
Alberto Sy Uy (* 18. Oktober 1966 in Ubay, Bohol) ist ein philippinischer Geistlicher und ernannter römisch-katholischer Erzbischof von Cebu.

## Leben
Alberto Uy empfing am 14. April 1993 das Sakrament der Priesterweihe für das Bistum Talibon.
Papst Franziskus ernannte ihn am 13. Oktober 2016 zum Bischof von Tagbilaran. Die Bischofsweihe spendete ihm der Erzbischof von Manila, Luis Antonio Kardinal Tagle, am 5. Januar des folgenden Jahres in der Dreifaltigkeitskathedrale in Talibon. Mitkonsekratoren waren der Erzbischof von Cebu, Jose Serofia Palma, und der Bischof von Talibon, Daniel Patrick Parcon. Die Amtseinführung im Bistum Tagbilaran fand am folgenden Tag statt.
Am 16. Juli 2025 bestellte ihn Papst Leo XIV. zum Erzbischof von Cebu.